# آب‌خورک پایین
آب خورک پایین (به لاتین: Ab Khvorak-e Pa'in) در افغانستان است که در ولایت سمنگان واقع شده‌است.